# الی میشل
الی میشل (به انگلیسی: Ali Michael)با نام اصلی الکساندرا نیکول میشل (به انگلیسی: Alexandra Nicole Michae) (زاده ۱۵ مهٔ ۱۹۹۰) مدل آمریکایی است.